# Shimun XVII. Abraham

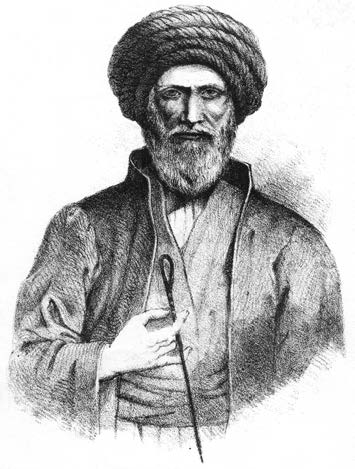
Katholikos-Patriarch Shimun XVII.

Mar Shimun XVII. Abraham (auch Simon XVII. Abraham, Auraham, persisch مارشیمون آبراهام) war Patriarch der Assyrischen Kirche des Ostens ungefähr in der Zeit von 1820 bis 1860. 
Sein Sitz war in Qodshanis, dem heutigen Konak in der südöstlichen Türkei. Vor den Angriffen des Kurdenfürsten Bedirxan Beg musste er zeitweise in den Iran flüchten. 
Sein Grab befindet sich in der Kirche des Mar Shalita in Qodshanis.